# Spizaetus
Spizaetus ist eine Gattung von Greifvögeln, die zur Familie der Habichtartigen (Accipitridae) gehört. Zu dieser Gattung gehören vier Arten, die in Süd- und Mittelamerika von Mexiko bis ins nördliche Argentinien verbreitet sind.

## Merkmale
Spizaetus-Arten sind kleine bis mittelgroße Adler, die den altweltlichen Hieraaetus-Arten gleichen. Ihre Gesamtlänge liegt zwischen 50 und 71 Zentimeter und ihr Gewicht zwischen 850 und 1632 g. Sie haben einen vergleichsweise schlanken Körper, einen langen Schwanz, einen relativ schmalen Schnabel, relativ lange, bis zu den Füßen befiederte Beine und schmale, stark gebogene Krallen. Sie leben in tropischen Regenwäldern. Die Mehrzahl der Arten hat auf dem Kopf eine gut ausgeprägte Federhaube, weshalb sie im Deutschen auch als „Neuwelt-Haubenadler“ bezeichnet werden.

## Systematik
Die Gattung Spizaetus wurde 1816 durch den französischen Ornithologen Louis Pierre Vieillot eingeführt. Spizaetus war über einen langen Zeitraum die gültige Gattungsbezeichnung für zahlreiche tropische und subtropische „Haubenadler“. 2005 wiesen der deutsche Ornithologe und Molekularbiologe Andreas Helbig und seine Mitarbeiter jedoch nach, dass Spizaetus kein monophyletisches Taxon war. Die „Altwelt-Haubenadler“ sind nah mit dem Kronenadler (Stephanoaetus coronatus) verwandt und bilden mit ihm zusammen die Schwestergruppe aller übrigen Adler der Unterfamilie Aquilinae inklusive der „Haubenadler“ der Neuen Welt. Die altweltlichen ‘Spizaetus’-Arten wurden deshalb der Gattung Nisaetus zugeordnet, die 1836 durch den britischen Naturforscher Brian Houghton Hodgson aufgestellt wurde. Der Elsteradler, früher Spizastur melanoleucus, und der Isidoradler, früher Oroaetus isidori, sind unter den Spizaetus-Arten der Neuen Welt verschachtelt und wurden dieser Gattung zugeordnet. Zu Spizaetus gehören damit alle vier „Neuwelt-Haubenadler“.

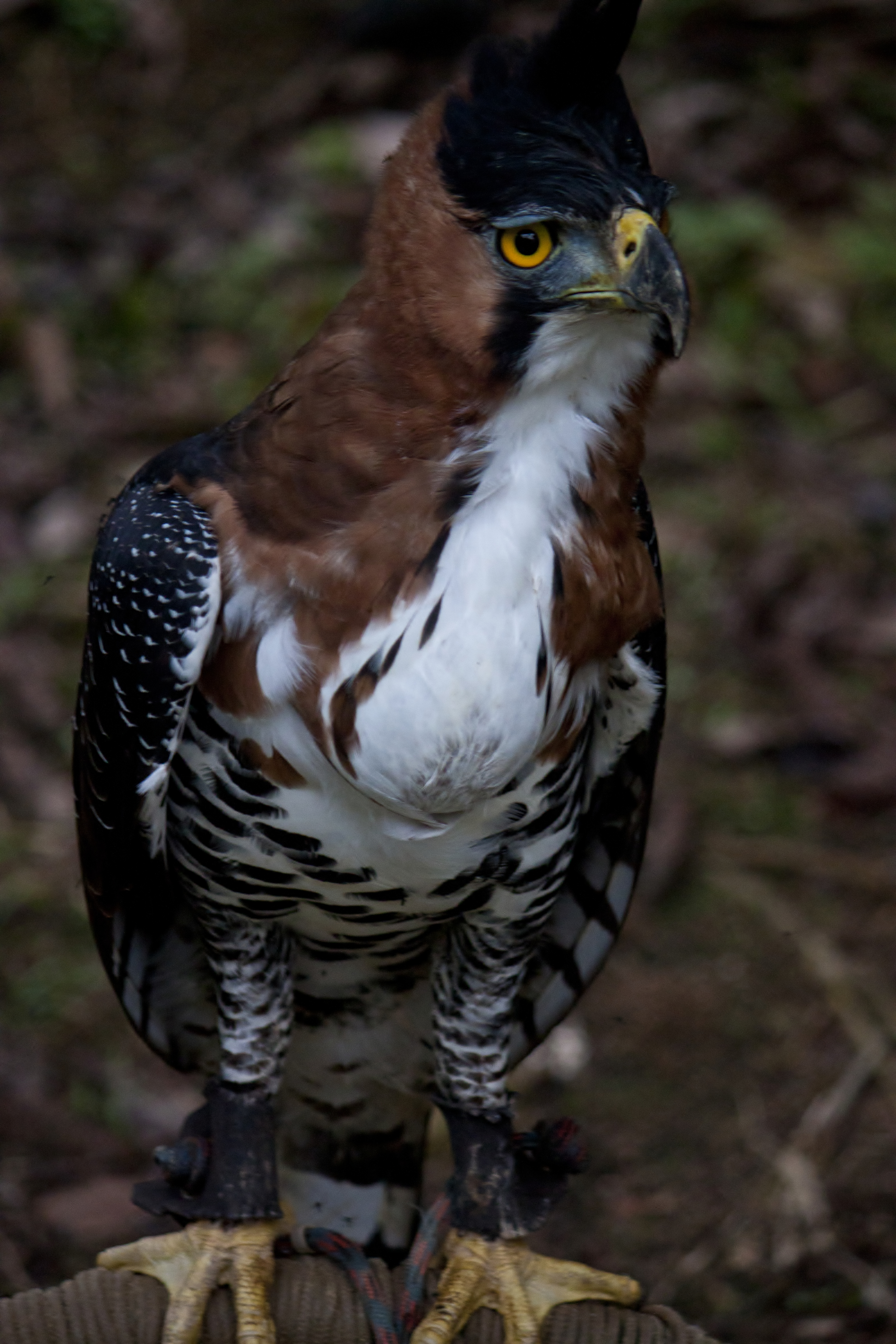
Prachthaubenadler

## Arten
Zur Gattung Spizaetus gehören vier Arten:
- Isidoradler (Spizaetus isidori)
- Elsteradler (Spizaetus melanoleucus)
- Prachtadler (Spizaetus ornatus)
- Tyrannenadler (Spizaetus tyrannus)